# Асамоа Г'ян
Асамо́а Г'ян (англ. Asamoah Gyan; 22 листопада 1985, Аккра, Гана) — колишній ганський футболіст, нападник збірної Гани. Автор першого голу збірної Гани на чемпіонатах світу в Німеччині 2006 року (який став першим в історії збірної на «мундіалях» і найшвидшим на мундіалі — на 68-й секунді) і в ПАР 2010 року і з 6 голами він є найкращим бомбардиром Африки в історії чемпіонатів світу. Також Г'ян є найкращим бомбардиром національної збірної Гани за всю історію, на рахунку якого 51 гол. Окрім трьох чемпіонатів світу Г'ян представляв Гану на літніх Олімпійських іграх 2004 року та на семи Кубках африканських націй, здобувши бронзу у 2008 році та срібло у 2010 та 2015 роках

## Біографія

### Клубна кар'єра
Почав професійну кар'єру на батьківщині в клубі «Ліберті Профешионалс». У 2003 році перебрався до клубу «Удінезе». Проте, там він грав не регулярно, через що був відданий в оренду в «Модену». У Серії В він провів 53 матчі і забив 15 м'ячів, а в Серії А в його активі 39 ігор і 11 голів.
У 2006 році він ледь не опинився в московському «Локомотиві», який вже домовився було з ним, але в останній момент італійський клуб все ж скасував операцію. В «Удінезе» все ж таки повірили в талант гравця і продовжили з ним контракт до 2012 року, але влітку 2008 він відправився до французького «Ренна», де не мав стабільного місця в основному складі у першому сезоні, але у наступному сезоні 2009/10, забивши 13 голів у 29-ти матчах, Асамоа став кращим голеадором клубу. Команда фінішувала дев'ятою.

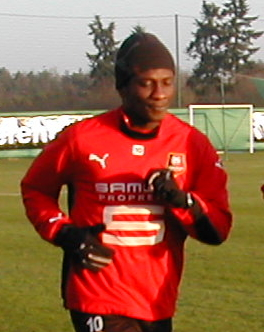
Г'ян в «Ренні»

31 серпня 2010 року за 16 мільйонів євро нападник перейшов в англійський «Сандерленд». При цьому до того він провів за «Ренн» три зустрічі в чемпіонаті Франції 2010/11. Дебют у Прем'єр-лізі відбувся 11 вересня в матчі проти «Віган Атлетік». Гра закінчилася з рахунком 1:1, а гол за «Сандерленд» з подачі Джордана Гендерсона забив Г1ян, відкривши рахунок забитим м'ячам. Пізніше, 6 листопада, він відзначився дублем у матчі проти «Сток Сіті» (2:0), потім, 9 листопада, зрівнявши рахунок в грі проти «Тоттенгем Готспур», допоміг клубу зіграти внічию на виїзді, а 14 листопада після пасу Гендерсона забив другий гол на «Стемфорд Брідж» у ворота «Челсі». Зустріч закінчилася перемогою «Чорних котів» з рахунком 3:0.
У 2011 році Г'ян відправився в оренду в еміратський клуб «Аль-Айн» з правом подальшого викупу, а в липні 2012 року клуб викупив права на ганця в «Сандерленда». В «Аль-Айні» Г'ян був основним голеодором, вигравши з командою три чемпіонати ОАЕ, а також кубок та суперкубок країни.
7 липня 2015 року Г'ян перейшов в китайський «Шанхай СІПГ». У китайській команді 29-річний ганець буде заробляти 227 тисяч фунтів в тиждень, ставши сьомим серед найбільш високооплачуваних футболістів світу. Проте у китайській Суперлізі Асамоа не показував таких високих результатів, тому 2016 року був відданий в оренду клубу "«Аль-Аглі».
5 липня 2017 року Асамоа перейшов до турецького клубу «Кайсеріспор». 9 серпня 2019 року сторони припинили співпрацю.
19 вересня 2019 року нападник перейшов до індійської команди «Норт-Іст Юнайтед». 26 жовтня ганєць став автором першого гола за індійський клуб забивши переможний м'яч у ворота «Делі Дайнамос» 2–1.
1 листопада 2020 року Асамоа повернувся на батьківщину, де уклав контракт з «Легон Сітіз» Сума контракту один мільйон доларів., але мало грав через травми. 20 червня 2023 року Г'ян оголосив про завершення кар'єри.

### Кар'єра в збірній
19 листопада 2003 року дебютував у збірній, в цей же день і вперше відзначився за «чорних зірок».
На чемпіонаті світу 2006 Г'ян став автором найшвидшого забитого м'яча на турнірі. У матчі проти збірної Чехії він відзначився вже на 68-й секунді зустрічі. У тому ж матчі не реалізував пенальті, матч з США пропустив через дискваліфікацію, а в грі 1/8 фіналу з Бразилією заробив видалення на 81-й хвилині
У січні 2008 року разом з братом Баффуром після критики їх гри в матчі проти команди Намібії вже були готові залишити збірну, проте все ж залишилися. На Кубку Африки 2010 Г'ян став найкращим гравцем своєї збірної. Він забив три м'ячі у чотирьох поєдинках, а збірна дійшла до фіналу, де програла Єгипту.
На чемпіонаті світу 2010 року Г'ян у чвертьфіналі не забив пенальті на 120+2-ій хвилині матчу, який вивів би його збірну до півфіналу.
7 червня 2013 Асамоа став автором дублю в переможній грі 3–1 над Суданом у кваліфікаційному відборі до чемпіонату світу 2014.

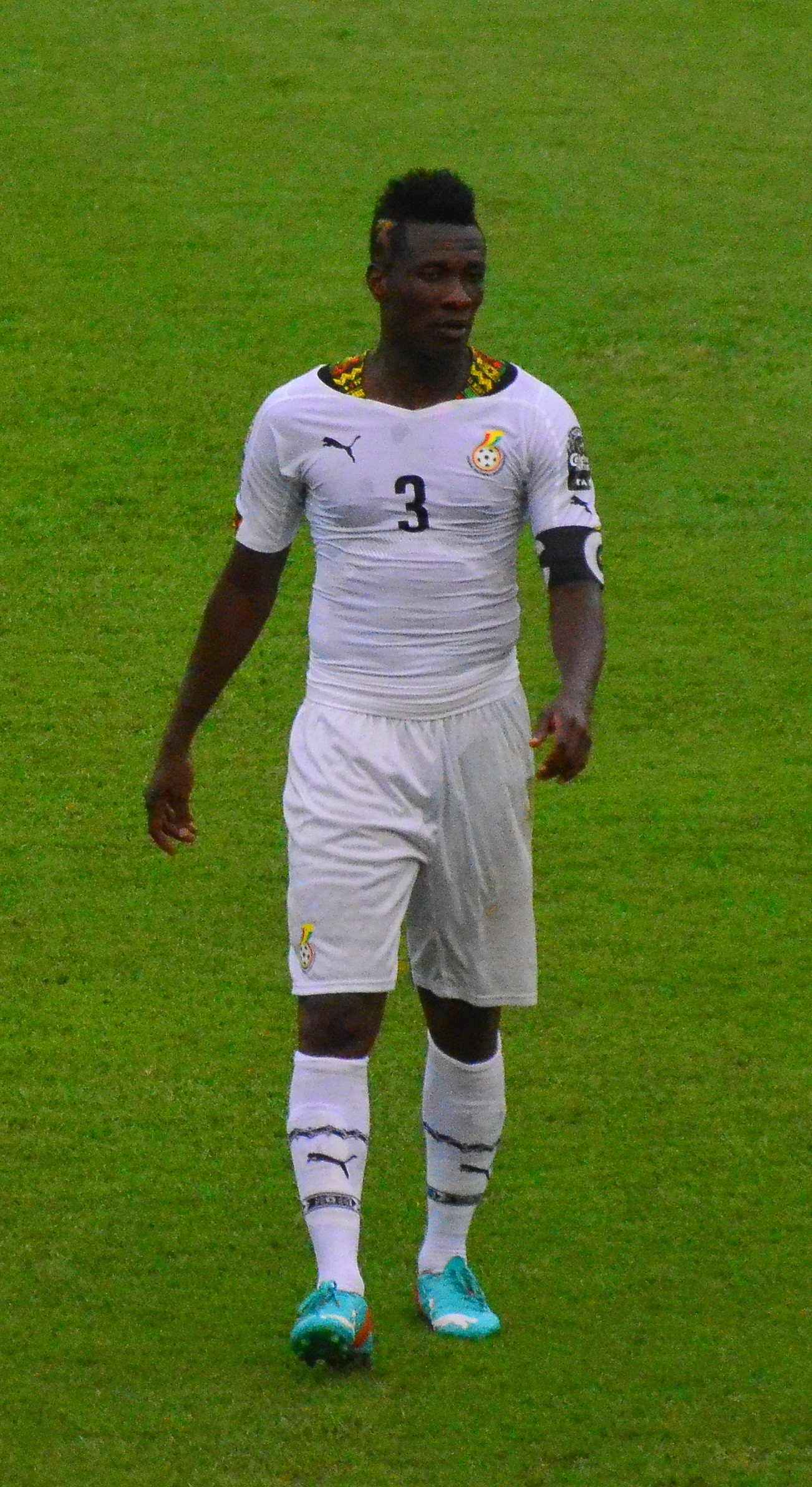
Асамоа Г'ян на Кубку африканських націй 2015 року.

2 червня 2014 нападника включили до складу збірної Гани на чемпіонат світу з футболу 2014. У стартовому матчі першості капітаном збірної був Г'ян, «чорні зірки» поступились США 1–2. У другій грі проти Німеччини 2–2, один з голів в активі нападника. В останньому турі групового етапу ганійці поступились Португалії 1–2.
На Кубку африканських націй 2015 року Г'ян пропустив першу гру проти Сенегалу (1-2), але вже у другому проти Алжиру забив переможний гол на останній хвилині 1–0.
Після тривалої перерви лише в жовтні 2018 року його викликали до лав збірної на кілька кваліфікаційних матчів Кубку африканських націй 2019.
20 травня 2019 року незадовго до старту Кубку африканських націй Асамоа оголосив про завершення кар'єри гравця в збірній але змінив своє рішення після розмови з президентом Гани Нана Аддо Данква Акуфо-Аддо.
На континентальній першості зіграв у двох матчах, після чого перестав виступати за збірну. Г'ян завершив кар'єру як найкращий бомбардир збірної Гани за всю історію, забивши загалом 51 гол у 109 матчах за свою країну. Він також встановив рекорд за найбільшою кількістю голів, забитих будь-яким африканським гравцем в історії чемпіонатів світу, відзначившись шість разів.

## Досягнення

### Ренн
- Фіналіст Кубка Франції: 2008/09

### Аль-Айн
- Чемпіон ОАЕ: 2011/12, 2012/13, 2014/15
- Володар Кубка Президента ОАЕ: 2013/14
- Володар Суперкубка ОАЕ: 2012

### Аль-Аглі
- Володар Суперкубка ОАЕ: 2016
- Володар Кубка Ліги ОАЕ: 2016/17

### Збірна
- Срібний призер Кубка африканських націй: 2010, 2015
- Бронзовий призер Кубка африканських націй: 2008

### Особисті
- Кращий африканський футболіст року за версією BBC: 2010
- Нападаник символічної збірної Кубка африканських націй 2010 за версією CAF.
- Член символічної збірної Кубка африканських націй (2): 2010, 2013
- Найкращий бомбардир чемпіонату ОАЕ (3): 2011/12, 2012/13, 2013/14
- Гравець року в Гані (2): 2010, 2013
- Рекордсмен збірної Гани за кількістю голів на чемпіонатах світу: 6 голів